# Lago Copa
El lago Copa es un cuerpo de agua superficial ubicado en la Región de Aysén que descarga sus aguas a través del río Picacho que las lleva hasta el laguna Escondida (Picacho) y luego hasta la ribera sur del río Cisnes, a 5 km de su desembocadura.: 524 
El lago Copa es de un ancho promedio de 500 m y un largo de unos 9 km.

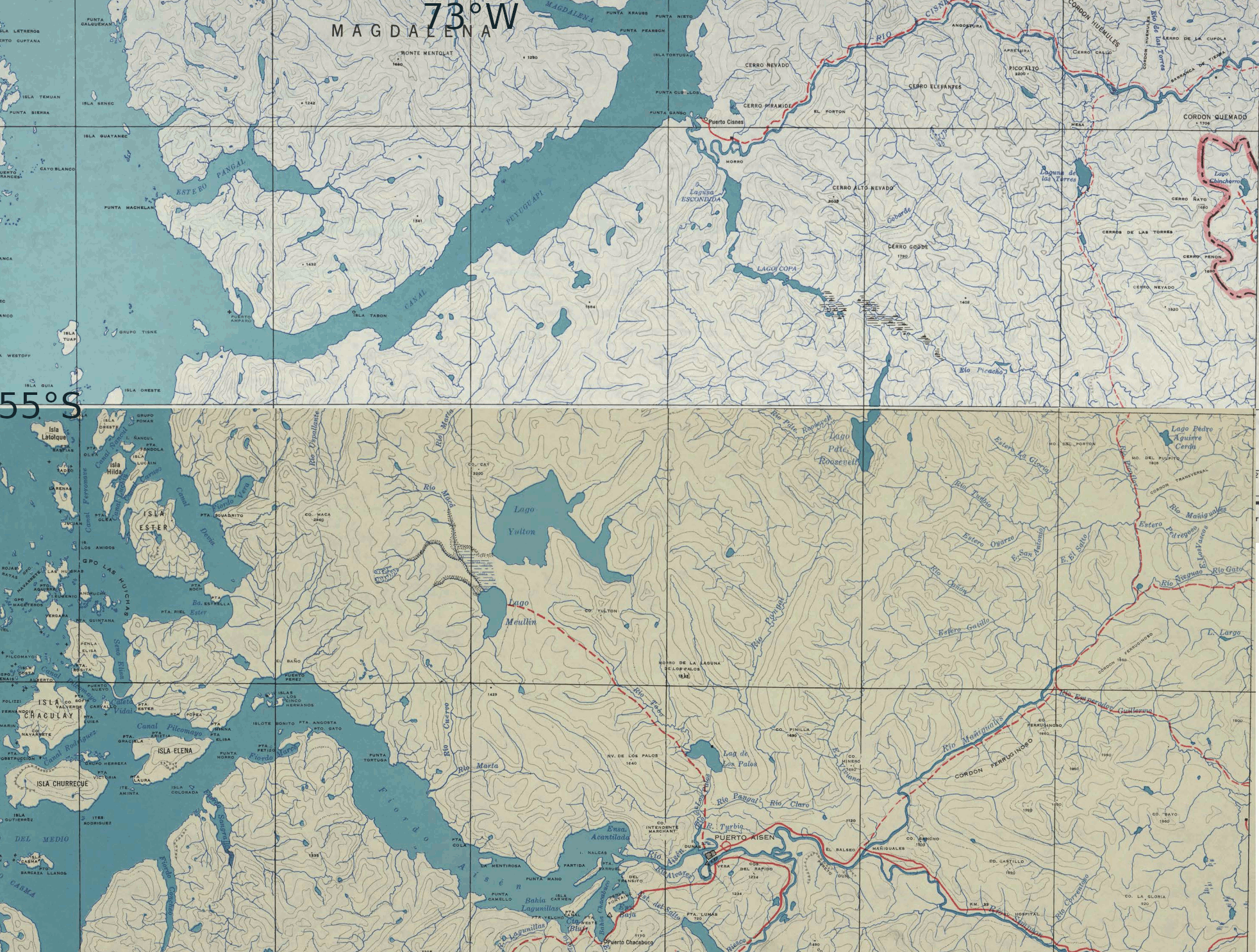
Interfluvio inferior entre el río Cisnes y el río Aysén.